# Шакти
Ша́кти (санскр. शक्ति IAST: śakti — мощь, сила) — в тантризме, шиваизме и шактизме — супруга бога Шивы, реже — Вишну и других богов индуизма; в более широком смысле — как творческая, так и разрушительная женская энергия божества.
В индуизме каждое божество имеет свою шакти (деви, богиню), и все вместе они представляют Личности (персонификации) и Силы (энергии) единого Брахмана и его Махашакти, или Махадеви. Йони — женский орган — важнейший её символ.
Слово «шакти» имеет много значений.
- Шакти называют великую вселенскую бесконечную Божественную энергию, которая является творящей и исполнительной силой океана Божественного Сознания (Шивы); при этом Шакти находится в непрерывном слиянии с Шивой, представляя с ним два неразделимых аспекта одной реальности.
- Шакти — это Богиня-мать, Джаганматри (Матерь Мира).
- Шакти — это проявленный мир, Мать-Природа.
- Шакти — это майя.
- Шакти — это космический женский принцип.
- Шакти называют Богиню, супругу бога Шивы.
- Шакти — это внутренняя энергия человека, кундалини.
- Шакти — это женское начало человека, его женская половина.
- Шакти — это женщина-партнёр практикующего тантрическую йогу[4].

Тридеви (Сарасвати, Лакшми и Дурга) — женский аналог Тримурти. Трипурасундари (Лалита), Кали, Парвати, Чамунда, Бхавани, Бхайрави, Чанди, Тара, Минакши, Камакши, Раджараджешвари, Дашамахавидья — различные формы Шакти; каждая из этих форм олицетворяет какой-либо её аспект.